# Nicolai-Kirche (Rorichum)

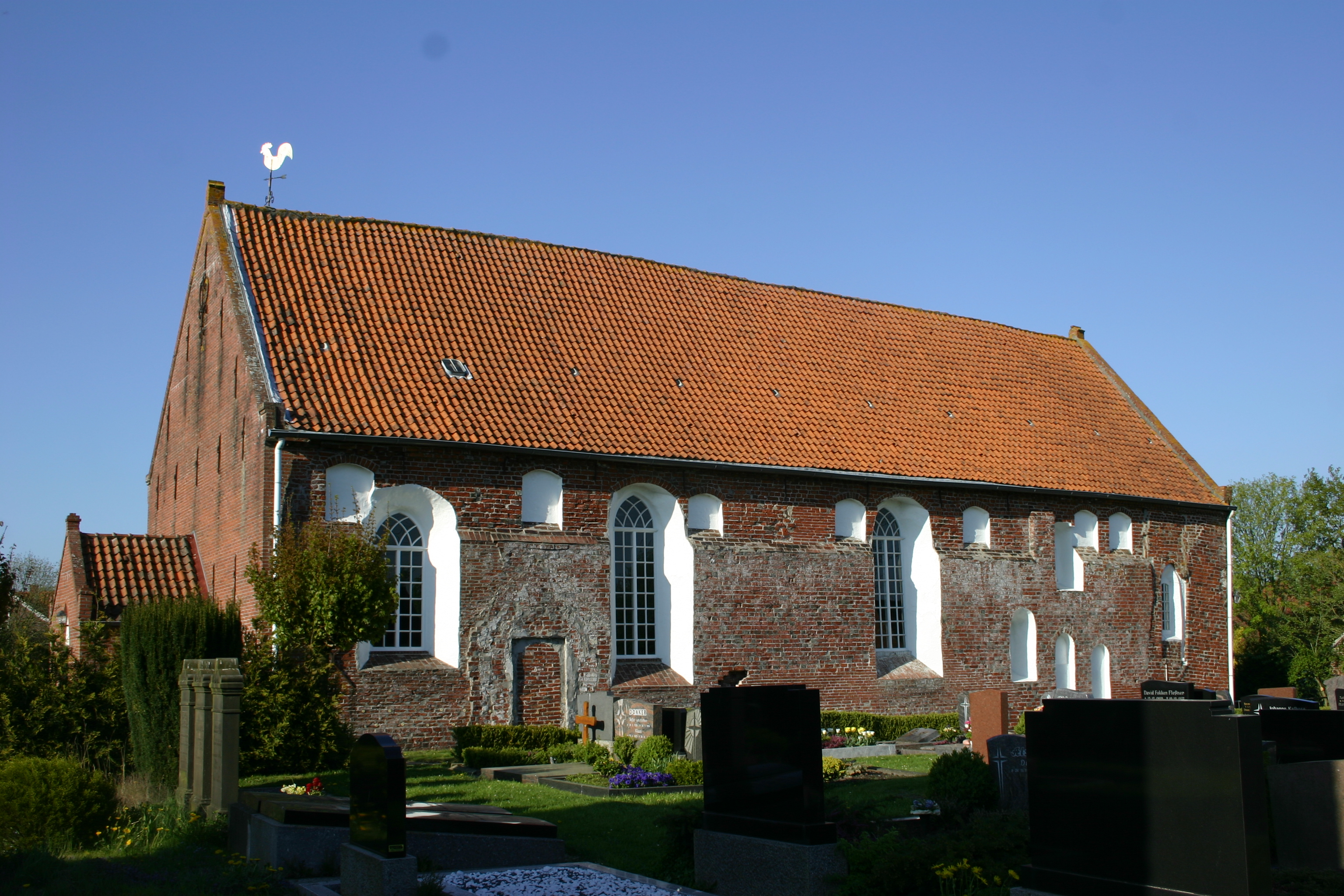
Nicolai-Kirche in Rorichum

Die evangelisch-reformierte Nicolai-Kirche in Rorichum, Gemeinde Moormerland (Ostfriesland), wurde zu Beginn des 14. Jahrhunderts auf einer Warft erbaut.

## Geschichte
Die Kirche aus Backsteinen im Klosterformat wurde als rechteckiger Einraumsaal ohne Apsis gebaut. Auf die Existenz eines Vorgängerbaus weist der frei stehende Glockenturm, der einige Jahrzehnte älter als das Gotteshaus ist. Die Glocke „St. Petrus“ wurde 1497 von Gerhard van Wou gegossen und ist mit 125 cm Durchmesser die größte mittelalterliche Glocke Ostfrieslands. Eine zweite Glocke stammt aus dem Jahr 1627.
Im Mittelalter gehörte Rorichum zur Propstei Leer im Bistum Münster. Die Gemeinde wechselte kurz nach dem Oldersumer Religionsgespräch im Jahre 1526 zum reformierten Bekenntnis. Seit 1920 hat Rorichum keine Pastoren mehr und wird durch das Oldersumer Pfarramt betreut.
An der Südseite wurden in der Reformationszeit größere Fenster eingebrochen. Das Südportal ist heute vermauert und lässt noch die Spuren eines kleinen Vorbaus erkennen. Im Ostteil der Südwand wurden mehrere Hagioskope eingelassen. Die westliche Mauer wurde später erneuert.
Das alte Pastorat datiert von 1791 und wurde als Wohnhaus mit einer Gulfscheune konzipiert und an der Stelle eines spätmittelalterlichen Steinhauses errichtet. Zusammen mit dem ehemaligen Schulgebäude bilden die vier Gebäude auf dem höchsten Punkt der Warft ein ungewöhnliches Ensemble.

## Ausstattung

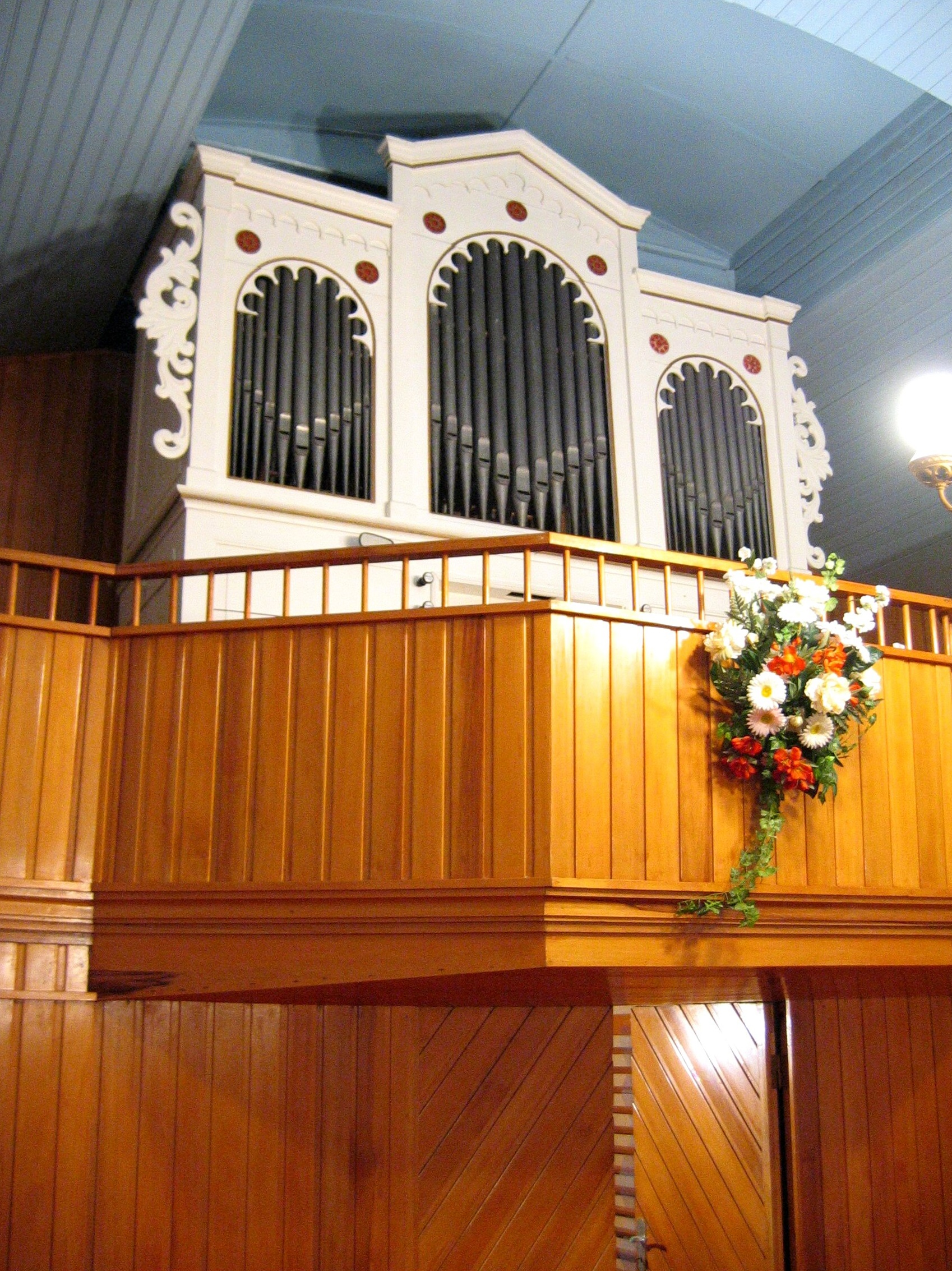
Rohlfs-Orgel von 1869

In dem Raum hinter der Orgelempore finden sich drei Grabplatten aus dem 17. und 18. Jahrhundert.
Die erste Orgel wurde 1867–1869 von den Gebr. Rohlfs gebaut und ist bis heute weitgehend original erhalten. Spätestens 1938 wurde der von Holzwurm zerfressene Bordun 16′ ersetzt. Das denkmalgeschützte Instrument verfügt über acht Register auf einem Manual und Pedal. Es füllt gerade mit der kräftigen Trompete den Kirchenraum gut aus. Die Trakturen sind mechanisch. Im Zuge der Restaurierung im Jahr 2017/2018 durch Jürgen Ahrend Orgelbau wurden die Klaviatur, der Balg und das verlorene Pedalregister rekonstruiert, das Pfeifenwerk überarbeitet und das Gehäuse stabilisiert. Zu restaurieren war auch die Windlade, die wie viele andere Holzteile stark von Holzwurm befallen war. Die Disposition lautet wie folgt:
| I Manual C–f3 |       |
| Principal     | 8′    |
| Rohrflöte     | 8′    |
| Octave        | 4′    |
| Flöte amabile | 4′    |
| Octave        | 2′    |
| Quinte        | 2 ⁄3′ |
| Trompete      | 8′    |

| Pedal C–d1 |     |
| Bordun     | 16′ |

- Koppeln: I/P

Zu den Vasa Sacra gehören ein Kelch, der im Jahr 1610 vom Emder Goldschmied Jürgen van Ham angefertigt wurde, ein Zinnteller (um 1830) von T. Ronstadt aus Leer und eine Zinnkanne (1857) sowie eine undatierte zinnerne Taufschale mit Deckel.